# Стило
Стѝло (на италиански: Stilo, на местен диалект Stìlu, Стилу) е малко градче и община в Южна Италия, провинция Реджо Калабрия, регион Калабрия. Разположено е на 386 m надморска височина. Населението на общината е 2655 души (към 2012 г.).